# Национальная галерея (Таиланд)
Национальная галерея тайск. พิพิธภัณฑสถานแห่งชาติ หอศิลป์ — художественная галерея, национальный музей Таиланда. Расположена в Бангкоке в историческом районе Пхра Накхон, размещается в здании бывшего Королевского монетного двора. Коллекцию галереи составляют предметы традиционного тайского искусства, портретная живопись XIX века, выполненная в западной традиции, и произведения модернистского и современного искусства.

## История
В 1912 году король Вачиравуд (Рама VI) учредил Департамент изящных искусств, в задачи которого входило создание коллекции произведений искусства и их популяризации среди подданных. Помимо этого, департамент должен был возродить традиционную тайскую живопись, почти исчезнувшую в предыдущий период под влиянием европейского стиля.
Здание на улице Чао-фа (Принцес-стрит), где в настоящее время размещается Национальная галерея, построено в 1902 году в качестве Королевского монетного двора. Оно спроектировано в неопалладианском стиле итальянским архитектором Карло Аллегри. Представляет собой кирпичное промышленное здание с двускатной крышей. Имеет два крыла и внутренний двор, в который можно пройти как через внутренние помещения, так и напрямую через арку с воротами в правом крыле.
На формирование облика здания оказала влияние архитектура промышленных зданий Бирмингема (Великобритания). В оформлении использованы окна с полукруглыми арками, окна второго этажа выполнены в романском стиле. Фасаде украшен полуколоннами, на фронтоне и карнизах использована лепнина. В 1978 году признано национальным памятником.
Монетный двор, производственную основу которого составляли импортированные из Европы машины, работал до 1968 года. 19 апреля 1974 года Казначейский департамент и Министерство финансов Таиланда передали здание старого монетного двора Департамента изобразительных искусств. Оно было приспособлено под размещение Национальной галереи. Торжественное открытие музея состоялось 8 августа 1977 года и было приурочено ко дню рождения королевы Сирикит, празднование которого прошло через четыре дня, 12 августа. Открыть галерею для публики была приглашена принцесса Маха Чакри Сириндхорн.

## Выставочные залы
Общая площадь галереи составляет 4130 м², из них на постоянную экспозицию приходится 930 м², а на временную — 1410 м². Остальную площадь занимают аудитория, зона отдыха и служебные помещения. Выставочные залы подразделяются на несколько типов:
- Королевские картины — зал, посвящённый собственным художественным работам двух таиландских королей:  и Пхумипона Адульядета (Рамы XI).
- Зал старых мастеров — в этом зале, действующем с момента открытия галереи, собраны работы представителей таиландского модернизма, в том числе Силпы Бхирасри, Кхиена Йимсири[4], Фуа Харипитака[5], Мисиема Йипинсоя[6] и Савасди Тантисука[7].
- Зал современных художников — в экспозиции представлены работы современных художников, начиная с 1967 года, таких как Чакрабханл Посайакрит[8], Пратуанг Эмйароен[9] и Нонтиватн Чандхапхалин[10].
- Традиционное тайское искусство — второй этаж галерее отведён образцам традиционного искусства начиная с раннего периода Раттанакосин.
- Временная экспозиция — юго-восточное крыло галереи целиком предназначено для временных выставок.

По соседству с галереей находится Музей монет.